# Oreogrammitis setulifera
Oreogrammitis setulifera är en stensöteväxtart som först beskrevs av Cornelis Rugier Willem Karel van Alderwerelt van Rosenburgh, och fick sitt nu gällande namn av Barbara S. Parris. Oreogrammitis setulifera ingår i släktet Oreogrammitis och familjen Polypodiaceae. Inga underarter finns listade.